# Zainabiyoun
Die Zainabiyoun-Brigade oder kurz Zainabiyoun (arabisch لواء زينبيون, DMG Liwāʾ Zainabiyyūn; persisch لواء زينبیون oder لشکر زينبیون) ist eine aus vor allem pakistanischen Schiiten bestehende Einheit, die von den Iranischen Revolutionsgarden finanziert wird. Die Größe der Gruppe wird von Simon Schofield auf 1000 bis 2000 Mitglieder geschätzt, während andere 2000 bis 5000 Mitglieder vermuten. Pakistanische Geheimdienstbeamte vermuten jedoch eine größere Gefolgschaft, welche ihrer Meinung nach aus Pakistan rekrutiert wurde. Die Gruppe wurde im Syrischen Bürgerkrieg vor allem eingesetzt, um den Schrein Zainab bint Alis oder auch die  Imam-Hasan-al-Askari-Moschee zu bewachen. Am 29. März 2024 wurde die Gruppe vom pakistanischen Ministry of Interior als Terrororganisation eingestuft. Ehemalige Kämpfer sollen bei einem Angriff auf den Mufti Muhammad Taqi Usmani eine Rolle gespielt haben, wobei zwei Personenschützer ums Leben kamen. Im Zuge dessen wurde im Januar 2024 ein ehemaliger Kämpfer von der Polizei in der Provinz Sindh verhaftet. Das OFAC hat im Jahr 2019 die Zainabiyoun sanktioniert, weil sie gegen die E.O. 13224, welche sich gegen Terrorismus richtet, und die E.O. 13553, welche Menschenrechtsverstöße ahndet, sanktioniert.
Nach dem Fall des Assad-Regimes haben sich die mehrerer Hundert Kämpfer der Zainabiyoun, zusammen mit den Fatemiyoun in den Irak begeben. Einige Kämpfer wurde von Russland über den Militärflugplatz Hmeimim nach Iran gebracht und von dort in den Irak geschickt. Andere Kämpfer sind als unbewaffnete Pilger in den Irak gekommen. Sie haben Schiitische Schreine, wie in Kerbala, Najaf, al-Kazimiyya und Samarra besucht. Die Kämpfer wurden anschließend in Basen der Al-Haschd asch-Schaʿbī verbracht. Es wurden folgende Basen ausgewählt, wo die Kämpfer sind: Camp Ashraf, Martyrs Camp, einem Camp in Beshir, welches von der der Turkmenenbrigade geleitet wurde, Al-Imamain al-Askariyain Trainingszentrum in Balad, Camp Al-Saqr, Public Security Forces School Camp in Rusafa, Baghdad